# هيلموت سينيكوفيتش
هيلموت سينيكوفيتش (بالألمانية: Helmut Senekowitsch)‏ (مواليد 22 أكتوبر 1933) هو لاعب كرة قدم. يلعب مع منتخب النمسا لكرة القدم. سبق له أن لعب في كأس العالم لكرة القدم مع منتخب بلاده.

## روابط خارجية
- هيلموت سينيكوفيتش على موقع الاتحاد الدولي (مؤرشف)  (الإنجليزية)
- هيلموت سينيكوفيتش على موقع قاعدة بيانات كرة القدم.إي يو (الإنجليزية)
- هيلموت سينيكوفيتش على موقع بيانات كرة القدم. دي إي (الألمانية)
- هيلموت سينيكوفيتش على موقع ناشيونال فوتبول تيمز (الإنجليزية)
- هيلموت سينيكوفيتش على موقع عالم كرة القدم.نت (الإنجليزية)